# ホンダ・フォーサイト
フォーサイト (Foresight) は、かつて本田技研工業が製造販売していたスクータータイプのオートバイである。

## 概要
1997年6月11日に発売された。型式名MF04。自動車排出ガス規制強化により2007年8月をもって生産終了となった。

## 車両解説
スペイシー250・フュージョンとは対照的な曲線多用の車体デザインが特徴。
快適性を考え、ウインドスクリーン下部とフロントノーズ両サイド部にエアスクープを設置し、風の巻き込みを防止する「エアカーテンコントロールシステム」を新搭載した。
前後輪は12インチを採用し、前後連動のコンビブレーキを搭載している。

### 遍歴
- 1997年6月11日 発売
- 1998年8月3日 マイナーチェンジ

ウインドスクリーンの形状変更により防風効果が向上
シートオープナーの形状変更
ブレーキロック機構の操作性向上
耐久性向上のためシート表皮の素材変更
車体色変更
- 1999年9月2日 マイナーチェンジ

排出ガス規制対応により型式名をBA-MF04に変更
エンジンに二次空気導入装置の搭載とキャブレター設定を変更して対応
サスペンション設定を変更
メーター視認性向上
フォーサイト SEを追加設定 従来モデルと以下の点で差異を設定し差別化
- 後輪ブレーキをディスクブレーキに換装
- ソフトレザーシート
- メッキ調マフラーガード
- マルチグラデーション仕様ウインドスクリーン
- ボディ同色系のアンダーカバー
- SE立体エンブレムを装備

- 2003年3月25日 マイナーチェンジ

車種設定をSEに統一し車名をフォーサイトEXに変更し大幅値下
- 2004年12月21日 マイナーチェンジ

グリップヒーター・別売オプションのイモビアラームキット取付可能なプレワイヤリングを装備
- 2007年8月 生産中止 
イタリアホンダより　同形状"パンテオン150"が販売されていた